# Дибромид-оксид нептуния
Дибромид-оксид нептуния — неорганическое соединение,
оксосоль нептуния и бромистоводородной кислоты
с формулой NpOBr2,
кристаллы.

## Получение
- Нагревание до 150°С в вакууме смеси бромида нептуния(IV) и оксида мышьяка(III).

## Физические свойства
Дибромид-оксид нептуния образует кристаллы.